# Дьяченко, Игнат Дмитриевич
Игнат Дмитриевич Дьяченко (2 января 1914, Тирасполь — 25 февраля 1997, Тирасполь) — заслуженный строитель МССР, ветеран Великой Отечественной войны, Герой Социалистического Труда.

## Биография
Игнат Дьяченко родился 20 декабря 1913 года по старому стилю (2 января 1914 года — по новому стилю) в семье служащего в Тирасполе, где прожил и работал всю жизнь. Трудовую деятельность он начал в 30-е годы XX века. Первым объектом, на котором он работал, была Тираспольская электростанция им. Ленина. За годы Великой Отечественной войны он получил четыре ранения. 
С 1954 года возглавлял тираспольское строительное управление № 28. Строительно управление под его руководством занималось реконструкцией и строительством многих промышленных предприятий Тирасполя и Приднестровья. Среди них — завод «Молдавизолит», «Автополив», «Металлолитографии», «Электроаппаратный», ПХБО (ныне — «Тиротекс»), транспортные предприятия, консервные заводы в Каменке и Григориополе. Самым важным событием в его жизни было — строительство Мемориала воинской Славы в Тирасполе. С 1938 по 1990 год являлся депутатом городского совета Тирасполя, где возглавлял комиссию по строительству.
Умер 25 февраля 1997 года в Тирасполе, где и похоронен.

## Семья
- Жена — Дьяченко Нина Ивановна (строитель-сметчик)[8]
- Сын — Дьяченко, Георгий Игнатьевич (кандидат технических наук, основатель и директор проектно-строительной фирмы «Спецфундаментстрой»)[8]
- Дочь — Дьяченко Елена Игнатьевна (кандидат философских наук)[9]
- Сестра — Дьяченко Раиса Дмитриевна (заслуженная учительница МССР)[9]

## Награды и звания
- Герой Социалистического Труда[5];[6]
- Заслуженный строитель МССР[5];

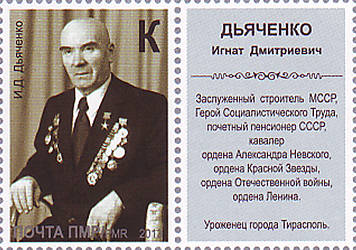
Почтовая марка Приднестровья, посвящённая 100-летию со дня рождения Игната Дьяченко

- Почётный гражданин Тирасполя (22 декабря 1973)[5];
- Орден Александра Невского (СССР)[9]
- Орден Октябрьской Революции[10]
- Орден Трудового Красного Знамени[10]
- Два Ордена Красной Звезды[11]
- Орден Ленина[12]

## Память
12 октября 2012 года в Тирасполе на Аллее Славы был открыт бюст, а на доме, где он жил (улица Розы Люксембург, 77), была установлена мемориальная плита. Автор бюста и мемориальной доски — одесский скульптор Александр Токарев.

## В филателии
26 декабря 2013 года была выпущена почтовая марка Приднестровья из серии «Знаменитые земляки», посвящённая 100-летию со дня рождения Почётного гражданина Тирасполя, Героя Социалистического труда Игната Дмитриевича Дьяченко. Тираж составил 3000 штук.